# Сивашовска група погребения
Сивашовската група гробове е група погребения в степната зона на Източна Европа, датирани между 6 век и началото на 8 век. Обикновено те се свързват с прабългарите и хазарите, макар че етническата им принадлежност не е установена със сигурност. Групата е наречена на селището Сивашовка (Херсонска област, Украйна), където са открити няколко характерни гроба.
Предполага се, че паметниците от Сивашовската и Перешчепинската група са оставени от представители на различни социални групи в една и съща общност, като перешчепинските се приписват на социалния елит, а сивашовските – на лица с по-нисък ранг.

## Разпространение
Известни са около 120 погребения, отнасяни към Сивашовската група. Повечето от тях са открити случайно при хидротехнически строежи, поради което разпространението им е неравномерно. Основната концентрация на сивашовски гробове е в степната зона по долните течения на Волга, Дон, Кубан, Днепър и Южен Буг, както и на полуостров Крим. Липсват сведения за такива гробове северно от Кавказ и Азовско море. Някои регионални особености на погребенията дават основание те да се разделят на пет подгрупи – днепърска, кримска, кубанска, донска и волжка.
Известни са няколко изолирани гроба извън този регион. Гробът при Арцибашево, Рязанска област, е приеман от О. В. Комар за доказателство за трайно проникване на хазарите в лесостепната зона, докато други автори смятат, че е резултат от сезонна миграция. Гробът при Уч тепе в Азербайджан се свързва с похода на хазарите в Задкавказието през 628 г., а тези при Сентеш Лаписто в Унгария и Мадара в България – с походите или преселванията на запад.

## Характеристики
Характерно за сивашовските гробове е трупополагането в съществували по-рано надгробни могили, главно от бронзовата епоха. Телата най-често са ориентирани на североизток, по-рядко на север или изток, като край тях се откриват типични коланни украси от т.нар. „мартиновски“ или „хералдичен“ тип. Вторичното погребване и североизточната ориентация се наблюдават и при известната от V век Покровска група гробове, което дава основание да се допуска сходна етническа принадлежност на населението, оставило двете групи паметници.
Скелетите в гробовете са в обичайния анатомичен ред, с няколко изключения, които се обясняват с разместване от риещи животни. Телата са положени по гръб с изпънати ръце и крака, с няколко изключения, при които ръцете са положени върху тялото. Почти не са публикувани данни за антропологичния тип на погребаните. В два от гробовете черепът е брахикранен, а в един е изкуствено деформиран.
В много гробове от сивашовската група са открити цели конски скелети или част от тях, включваща черепа и костите на краката под колената. Тези скелети са разположени върху погребания човек или върху площадка в ямата, разположена встрани от него. Подобна практика е известна в степната зона на Евразия от Аварския хаганат до Алтай. В някои от гробовете са открити и малко количество кости от овце и кози.

## Етническа принадлежност
Етническата принадлежност на сивашовските погребения е предмет на продължаващи дискусии, свързани със спорове за тяхното датиране. Смята се, че гробовете не съдържат етнически определими предмети, като повечето накити вероятно са внасяни от византийските градове в Крим. По тази причина опитите за етническа идентификация се основават на различия в погребалния обред, които се приемат от повечето изследователи за незначителни в рамките на групата.
Някои автори приемат, че сивашовските погребения са оставени от група културно близки народи, които са наричани в източниците от този период с общото наименование българи. Освен народите от прабългарската група, като оногури, кутригури, утигури, към тях се причисляват хазари, барсили, сармати, авари, угри и други етнически групи, обитаващи региона.
Други изследователи, като О. В. Комар, свързват цялата Сивашовска група с хазарите. Те датират погребенията значително по-късно, от средата на VII век. Основен аргумент за тезата им са някои сходства на погребенията с тюркски гробове от Централна Азия, най-вече откритите цели конски скелети, и предположението за значително по-тясна връзка на тюрките с хазарите, отколкото с прабългарите. Критиците на тази хипотеза сочат като аргумент срещу нея несъответствието с писмените източници, приемствеността между сивашовските гробове и по-ранната Покровска група (до края на 5 век), както и различията между сивашовските и тюркските гробове с цели скелети.
По-подробните изследвания на гробовете в Черноморието обикновено ги свързват с прабългарите. Атавин описва Кубанската подгрупа и определя погребенията като прабългарски. По същия начин определят погребенията от Днепърската и Кримската подгрупа Орлов и Приходнюк, като приемат в тях тюркски елементи. Баранов свързва Кримската подгрупа с оногурите, а Днепърската – с кутригурите. Айбабин приема и двете подгрупи за кутригурски, а най-късните гробове от края на VII век приписва на хазарите.
Излезли през XXI век научни публикации, внасят обрат в твърдението на Рашо Рашев, че единствено Аспаруховите прабългари представят „културата“ Сивашовка и съхраняват нейните погребални традиции след края на VII век по Долния Дунав. Такива се наблюдават в отделни райони на Долен Кубан, при съвременния град Краснодар. Тези гробни паметници са оставени на границата между седмото и осмото столетие. Етническата им интерпретация не изключва възможността тези гробове да са оставени от номадска група, която след края на Велика България попада в границите на Хазарския хаганат. За потомци на сивашовците се определят и част от погребаните с коне в Нейталовския некропол в басейна на Северски Донец, чийто обред търпи известни трансформации в първата половина на VIII век.